# Taagepera församling
Taagepera församling (estniska: Taagepera kogudus) är en församling som tillhör Viljandi kontrakt inom den Estniska evangelisk-lutherska kyrkan. Församlingen omfattar de fem byarna Ala, Karjatnurme, Kähu, Pilpa och Taagepera i den västra delen av Helme kommun och Helme socken.